# 히로세 사토코
히로세 사토코(일본어: 廣瀬聡子, 1993년 9월 17일~)는 일본의 모델이자 그라비아 모델이다.
일본 후쿠오카현 출신이다.
2010년 가을, 사쿠라쿠미 2기생의 사쿠라 사토코 로서 데뷔 , 2015년 7월까지 히라노 사토코란 이름으로 활동,
히로세 사토코로 개명했다.
애칭은 사토냥(さとにゃん)

## 인물
- 하카타 사투리를(후쿠오카 지역말) 사용해서 말한다.
- 취미는 테트리스, 요리, 가라오케.특기는 바이올린.
- 좋아하는 음식은 생크림, 카라멜 팝 콘.
- 아역 시대에 CM에 출연하고 있었다.
- 하로프로 오타이다. (Juice=Juice, 큐트, Berryz코보등)
- 몸매가 상당하다.
- 2013년 1월 산스포 아이돌 리포터 정규멤버 가입.
- 2015년 7월 산스포 아이돌 리포터를 졸업, 연예활동 중지
- 2015년 12월 8일 ASCHE에 소속, 히로세 사토코로 개명하고 활동 시작.

## 출연

### TV
- 미소녀 시계 2010년 9월(엔터 371)
- 서치원 그랑프리 2012년 2월(엔터 371)
- 아이돌의 구멍~닛테레 제닉을 찾자 2012년 4월 NTV
- 톱 아이돌 육성 버라이어티 D☆D(TV 사이타마,치바 TV, 테레비 카나가와)
- 파칭코★파치슬로 TV!(스카파)

### DVD
히라노 사토코 명의
- ぴゅあはいすくーる 平野聡子 2011년 5월 27일
- また会えたね！！(또 만났네) 2012년 5월 20일
- SILKY18 2012년 12월 7일
- 동급생 2013년 6월 30일
- 노블 화이트 2013년 10월 25일
- 유백색의 유혹(乳白色の誘惑) 2014년 1월 25일
- 오모이데 밀키 2014년 2014년 4월 17일
- 사토코로이드 2014년 7월 31일
- 하치미츠BODY 2014년 12월 19일
- 라스트 그라비아 2015년 9월 25일

히로세 사토코 명의
- 사토코 선생과 비밀스런일 2016년 4월 22일
- 라스트 그라비아 2016년 12월 25일

### 공연
- 오사에로 2011년 12월 14일~12월18일

### MV
- ヒサノ(히사노) 「雪のコスモクロック(눈의 코스모 크롯크)